# ATC (P03)
Jest to część klasyfikacji anatomiczno-terapeutyczno-chemicznej:
- P – Leki przeciwpasożytnicze, owadobójcze i repelenty
  - P 01 – Leki przeciwpierwotniakowe
  - P 02 – Leki przeciwrobacze
  - P 03 – Środki przeciw pasożytom zewnętrznym, w tym świerzbowcobójcze, owadobójcze i repelenty

Obejmuje ona środki przeciwpasożytnicze do stosowania zewnętrznego:

## P 03 A – Środki przeciw pasożytom zewnętrznym, w tymświerzbowcobójcze
- P 03 AA – Preparaty zawierające siarkę
  - P 03 AA 01 – diksantogen
  - P 03 AA 02 – wielosiarczek potasu
  - P 03 AA 03 – mesulfen
  - P 03 AA 04 – disulfiram
  - P 03 AA 05 – tiram
  - P 03 AA 54 – disulfiram w połączeniach
- P 03 AB – Preparaty zawierające chlor
  - P 03 AB 01 – klofenotan
  - P 03 AB 02 – lindan
  - P 03 AB 51 – klofenotan w połączeniach
- P 03 AC – Pyretryny
  - P 03 AC 01 – pyretrum
  - P 03 AC 02 – bioallertyna
  - P 03 AC 03 – fenotryna
  - P 03 AC 04 – permetryna
  - P 03 AC 51 – pyretrum w połączeniach
  - P 03 AC 52 – bioallertyna w połączeniach
  - P 03 AC 53 – fenotryna w połączeniach
  - P 03 AC 54 – permetryna w połączeniach
- P 03 AX – Inne
  - P 03 AX 01 – benzoesan benzylu
  - P 03 AX 02 – oleinian miedzi
  - P 03 AX 03 – malation
  - P 03 AX 04 – gorzkla właściwa
  - P 03 AX 05 – dimetykon
  - P 03 AX 06 – alkohol benzylowy
  - P 03 AX 07 – abametapir

## P 03 B – Insektycydy i środki odstraszające
- P 03 BA – Pyretryny
  - P 03 BA 01 – cyflutryna
  - P 03 BA 02 – cypermetryna
  - P 03 BA 03 – dekametryna
  - P 03 BA 04 – tetrametryna
- P 03 BX – Inne
  - P 03 BX 01 – dietylotoluamid
  - P 03 BX 02 – ftalan dimetylu
  - P 03 BX 03 – ftalan dibutylu
  - P 03 BX 04 – dibutylobursztynian
  - P 03 BX 05 – dimetylokarban
  - P 03 BX 06 – etoheksadiol